# Omónia
Omónia (grec:Ομόνοια) és un barri de la ciutat d'Atenes, Grècia, que rep el seu nom per la plaça d'Omónia, a la intersecció de les grans avingudes Stadiou, Elevtheriou Venizelou (més coneguda com a Panepistimiou), Tritis Septemvriou (3 de Setembre), Agiou Constantinou, Peiraios, i Athinas.
Sota la plaça, es troba l'estació de metro d'Omónia, que serveix les línies 1 i 2 del metro d'Atenes.